# Kransberg och Fryshem
Kransberg och Fryshem är en av SCB avgränsad och namnsatt småort i Linköpings kommun i Östergötlands län. Den omfattar bebyggelse i de två sammanväxta orterna i Vårdsbergs socken, belägna ungefär 8 km öster om centrala Linköping. Här ligger Vårdsbergs golfklubb.
Sedan år 2005 avgränsar SCB denna plats som småort. 2005 räknades området ha 60 invånare och 2010 var siffran 59 personer.